# Domenico Mussino
Domenico Mussino (Trino Vercellese, 10 maggio 1926) è un ex calciatore italiano, di ruolo centrocampista.

## Carriera
In gioventù milita nella Trinese; inizia la sua carriera professionistica in Serie B nella Pro Vercelli, a vent'anni.
Dopo 3 anni con i bianchi e una retrocessione in Serie C, torna in Serie B con il Fanfulla dove si mette in luce definitivamente e nel 1951 il presidente della SPAL, Paolo Mazza, lo acquista per rinforzare la compagine biancoazzurra neo promossa in Serie A. Mazza affida Mussino alle cure di Antonio Janni che lo fa esordire nel ruolo di interno a Torino nella prima gara di campionato il 9 settembre 1951 tra i ferraresi e la Juventus, conclusasi 1 a 1. Nonostante le speranze di Mazza, Mussino non decollerà e, dopo due stagioni con gli estensi in cui mette a segno 3 reti in 31 presenze, viene ceduto al Cagliari in Serie B.
Con i sardi conclude la propria carriera di calciatore professionistico mettendo a segno anche 3 reti.